# Totò terzo uomo
Totò terzo uomo («Totò tercer hombre» en italiano) es una película de comedia italiana de 1951 dirigida por Mario Mattoli y protagonizada por Totò.

## Reparto
- Totò como Pietro/Paolo/Totò.
- Franca Marzi como Caterina, doméstica de Paolo.
- Elli Parvo como Teresa, esposa de Paolo.
- Carlo Campanini como Oreste.
- Aroldo Tieri como Anacleto, el sastre.
- Alberto Sorrentino como Giovannino.
- Mario Castellani como Mario.
- Fulvia Mammi como Anna.
- Carlo Romano como Commendatore Buttafava.
- Franco Pastorino como Giacometto.
- Ada Dondini como abuela de Giacometto.
- Diana Dei como Clara.
- Ughetto Bertucci como Ughetto.
- Guglielmo Inglese como canciller.
- Enzo Garinei como secretario municipal Cicognetti.
- Bice Valori como esposa de Piero.
- Pina Gallini como sirvienta del alcalde.
- Aldo Giuffrè como abogado.
- Gino Cavalieri